# Thomas Cooley

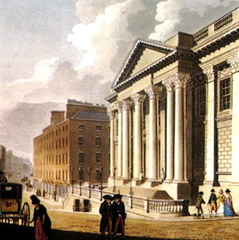
Vista en el del edificio del Royal Exchange diseñado por Cooley

Thomas Cooley (1740–1784) fue un arquitecto irlandés nacido en Inglaterra que en 1768 se mudó a Dublín tras ganar una competición para diseñar el Dublin's Royal Exchange, actual edificio del ayuntamiento de Dublín.

## Biografía
Hijo de William y Mary Cooley, nació en Londres y comenzó su carrera como aprendiz de carpintero en 1756, interesándose también en la arquitectura.
Trabajó como dibujante y oficinista para el arquitecto e ingeniero escocés Robert Mylne (1733–1810), durante la construcción del Puente Blackfriars en Londres, entre 1761 y 1769. En 1769, ganó el concurso para diseñar el nuevo Royal Exchange de Dublín, y el edificio, actual ayuntamiento de esa ciudad, fue terminado en 1779. El diseño muestra claramente la influencia del estilo de Mylne, el cual a su vez deriva de la arquitectura francesa neoclásica.

## Carrera profesional en Irlanda
Arribó a Irlanda en 1781 y construyó varios edificios públicos en Dublín de estilo neoclásico. Fue parte de la pequeña escuela de arquitectos influenciados por Sir William Chambers (1723–1796).
Cooley también diseñó la prisión de Newgate (demolida en 1893), la Escuela de Marina, y una capilla, todas en Dublín. En 1781 emprendió la construcción de otro edificio público en esa ciudad, pero murió a la edad de 44 años, dejando el proyecto en manos de su colega James Gandon, quien lo completó según su propio diseño, y hoy en día se conoce como Four Courts.
Fuera de Dublín, Cooley construyó varias casas rurales, incluyendo Caledon (1779), para James Alexander. Diseñó varios edificios en Armagh, incluyendo el Palacio del Arzobispo (actualmente ayuntamiento de la ciudad) y la biblioteca pública.

## Lista de Edificios diseñados o construidos por Cooley
Esta es una lista incompleta de edificios de Cooley:
- Catedral de San Patricio 1769
- Headfort 1769-1771
- Palacio Demesne, Palacio del Arzobispo (Remodelación)
- Escuela de Marina del Puerto de Hibernia "Sir Rogerson" 770-1773
- Capilla en el Parque Phoenix, Escuela Militar Real de Hibernia 1771
- Biblioteca Pública de la Calle Abbey 1771
- Ardbraccan 1772-1775
- Prisión de Newgate 1773-1781
- Escuela Real, College Hill 1774
- Palacio del Obispo, Killaloe 1774
- Hospital Real, Kilmainham Sur 1775-1777

## Vida personal
Desde 1781 permaneció en Irlanda por el resto de su vida. Tuvo un hijo, William, y una hija.